# 埃斯梅拉達島
埃斯梅拉達島（西班牙語：Isla Esmeralda）是智利的島嶼，位於該國南部太平洋海域，由麥哲倫-智利南極大區負責管轄，面積515.2平方公里，海岸線長度279.7公里，最高點海拔高度1,250米。